# ケツの嵐
『ケツの嵐』（ケツのあらし）は、ケツメイシのベストアルバム。2011年12月21日にトイズファクトリーから発売された。DVD『ケツの極 〜MV集〜』と同時発売。

## 概要
結成19年目にして初のベストアルバムである。アルバム全体としては『ケツノポリス7』以来約9ヶ月ぶりとなる。インディーズ1stシングル「こっちおいで」から新曲「こだま」までのシングル30曲に加え、カップリング曲やアルバム収録曲から人気の22曲をメンバー自身がセレクトし、それぞれ四季の季節で『〜春BEST〜』（〜はるベスト〜）、『〜夏BEST〜』（〜なつベスト〜）、『〜秋BEST〜』（〜あきベスト〜）、『〜冬BEST〜』（〜ふゆベスト〜）の4種類で分けて収録している。
発売記念企画として、ベストアルバム4作の初回盤に封入される応募券を持っている応募者全員にデモ曲収録のCD「ケツのデモ」がプレゼントされる。その他に、12月20日から12月21日までニコニコ生放送で24時間にわたりでケツメイシを大特集した。『ケツの極 〜MV集〜』にも収められたビデオクリップや過去のライブ映像が紹介されるほか、番組ラストにはケツメイシメンバー総出演による特別企画も実施された。
TV-SPOT・CMでは動画YouTubeでも公開されており、ケツメイシが女性15人組ダンスグループ・ケツメイツの解散の発表と情報が誤認され、ケツメイツが集まるスタジオに乗り込み直接抗議したケツメイシが口論しているうちにCMセット（『ドリフ大爆笑』に見立てたセット）へ追いやられ、突然ケツメイシの曲が流れ始め、バックダンサーとなったケツメイツにつられてステージにケツメイシのメンバー4人が横一列になり階段から降りていき、そのままCMの撮影にいたるという内容になっている。
2025年5月21日、『〜春BEST〜』、『〜夏BEST〜』、『〜秋BEST〜』、『〜冬BEST〜』が現所属のレコード会社であるavexより再発売された（収録内容に変更はない）。

### 主な記録
2012年1月2日付週間アルバムランキングで『〜春BEST〜』、『〜夏BEST〜』、『〜秋BEST〜』、『〜冬BEST〜』がそれぞれ2位（5.3万枚）、4位（5.1万枚）、5位（5.0万枚）、3位（5.1万枚）を獲得。同一アーティストによるアルバムが4作同時にチャートトップ5入りを果たしたのは、1994年のTMN以来17年ぶり、その同時発売の1位のアルバムはFUNKY MONKEY BABYSである。

## 収録曲

### 〜春BEST〜
1. はじまりの合図 [4:50]
  - メジャー6thシングル

シングルバージョンはアルバム初収録。
2. トレイン [5:27]
  - メジャー14thシングル
3. 1日 [5:10]
  - メジャー2ndアルバム『ケツノポリス3』収録曲
4. 新生活 [5:01]
  - インディーズ2ndシングル
5. いま会いに行く [5:58]
  - メジャー12thシングルカップリング

アルバム初収録。
6. 門限やぶり [5:51]
  - メジャー6thシングルカップリング

『ケツノポリス3』にも収録されている。
7. 幸せをありがとう [6:33]
  - メジャー2ndアルバム『ケツノポリス3』収録曲
8. 君とつくる未来 [5:07]
  - メジャー21stシングル2曲目
9. さくら [5:16]
  - メジャー11thシングル
10. 三十路ボンバイエ [3:50]
  - メジャー3rdアルバム『ケツノポリス4』収録曲
11. トモダチ [6:02]
  - メジャー4thシングル
12. 仲間 [5:58]
  - メジャー18thシングル
13. 子供たちの未来へ [5:04]
  - メジャー5thアルバム『ケツノポリス6』収録曲

### 〜夏BEST〜
1. 夏の思い出 [6:33]
  - メジャー7thシングル
2. また君に会える [5:40]
  - メジャー15thシングル
3. 男女6人夏物語 [6:47]
  - メジャー13thシングル
4. お二人Summer⏎ [5:28]
  - メジャー19thシングル
5. ドライブ [6:20]
  - メジャー3rdアルバム『ケツノポリス4』収録曲
6. 海 [6:03]
  - インディーズ3rdシングル

アルバム初収録。
7. よる☆かぜ [5:46]
  - メジャー2ndシングル

シングルバージョンはアルバム初収録。
8. リゾラバ [5:17]
  - メジャー19thシングカップリング

アルバム初収録。
9. 夕日 [4:24]
  - インディーズ1stアルバム『ケツノポリス』収録曲
10. 君にBUMP [6:11]
  - メジャー10thシングル
11. 祭り [4:13]
  - メジャー19thシングルカップリング

アルバム初収録。
12. ビールボーイ [5:06]
  - インディーズ1stアルバム『ケツノポリス』収録曲
13. カーニバル [4:10]
  - メジャー14thシングルカップリング

『ケツノポリス6』にも収録されている。
14. 太陽 [6:22]
  - メジャー8thシングル

### 〜秋BEST〜
1. そばにいて [7:03]
  - メジャー10thシングルカップリング

『ケツノポリス4』にも収録されている。
2. 旅人 [6:32]
  - メジャー12thシングル
3. 東京 [6:21]
  - メジャー3rdアルバム『ケツノポリス4』収録曲
4. 手紙〜未来 [6:22]
  - メジャー3rdシングル1曲目
5. 夢の中 [4:47]
  - メジャー4thアルバム『ケツノポリス5』収録曲
6. 恋の終わりは意外と静かに [5:00]
  - メジャー4thアルバム『ケツノポリス5』収録曲
7. 涙 [6:21]
  - メジャー9thシングル
8. 街並 [6:22]
  - メジャー5thアルバム『ケツノポリス6』収録曲
9. バラード [6:58]
  - メジャー21stシングル1曲目
10. ライフ イズ ビューティフル [6:08]
  - メジャー4thアルバム『ケツノポリス5』収録曲
11. こだま [6:42]
  - メジャー22ndシングル

アルバム初収録。
12. 花鳥風月(Album Mix) [7:49]
  - メジャー5thシングル

『ケツノポリス3』に収録されているアルバムバージョンで収録。

### 〜冬BEST〜
1. こっちおいで [4:17]
  - インディーズ1stシングル
2. 夜空ノシタ [5:01]
  - メジャー20thシングルカップリング

アルバム初収録。
3. ファミリア [5:31]
  - メジャー1stシングル

アルバム初収録。
4. もっと [4:59]
  - インディーズ2ndシングルカップリング

『ケツノポリス』にも収録されている。
5. 聖なる夜に [5:44]
  - メジャー16thシングル1曲目

アルバム初収録。
6. 夜の天使 [6:09]
  - メジャー2ndアルバム『ケツノポリス3』収録曲
7. S/S [5:38]
  - インディーズ1stアルバム『ケツノポリス』収録曲
8. 闘え! サラリーマン [6:00]
  - メジャー20thシングル
9. No Lady No Life [5:05]
  - メジャー3rdアルバム『ケツノポリス4』収録曲
10. 冬物語 [6:07]
  - メジャー16thシングル2曲目
11. 出会いのかけら [6:08]
  - メジャー17thシングル
12. あなたに会えてよかった [6:04]
  - メジャー17thシングルカップリング

アルバム初収録。
13. わすれもの [5:46]
  - メジャー1stアルバム『ケツノポリス2』収録曲